# Torkel Weis-Fogh
Torkel Weis-Fogh  (* 1922 in Aarhus; † 13. November 1975 in Cambridge) war ein dänischer Zoologe und Professor an der University of Cambridge.
Weis-Fogh, Sohn eines Bankangestellten und Buchhalters, studierte in Kopenhagen bei dem Nobelpreisträger und Physiologen August Krogh (dessen Assistent er ab 1947 war), wobei er sich mit der Wüsten-Heuschrecke (Schistocerca Gregaria) als Versuchstier befasste. Er blieb noch bis zu dessen Schließung 1953 an Kroghs ehemaligem Labor (das er nach dem Tod von Krogh 1949 leitete) und war dann ein Jahr am Institut für Neurophysiologie in Kopenhagen, bevor er vier Jahre nach Cambridge ging mit einem Rockefeller-Stipendium. 1958 wurde er Professor für Zoophysiologie in Kopenhagen (ein für ihn neu geschaffener Lehrstuhl), bevor er 1966 Professor für Zoologie und Leiter der Fakultät für Zoologie in Cambridge wurde, was er bis 1975 blieb.
Er war mit Krogh ein Pionier in der Untersuchung des Insektenflugs und dessen physiologische Grundlagen. Weiter beschäftigte er sich mit den elastischen Eigenschaften und deren mikroskopischer Basis von Haut-Proteinen wie Resilin (das er in Insekten entdeckte) und Elastin und Zellmobilität zum Beispiel von Protozoen.
Er verlor bis zuletzt nicht sein Interesse für Insektenflug und entwickelte in einer Arbeit 1973 eine aerodynamische Theorie des Insektenflugs, das der Mathematiker und Hydrodynamiker James Lighthill (mit dem er zusammenarbeitete) den Weis-Fogh-Mechanismus der Erzeugung von Auftrieb nannte.
Bei einem Autounfall 1971, bei dem seine Frau starb, wurde er schwer verletzt. Er verfiel in Depressionen und beging 1975 Suizid.
Er behielt Kontakte zu Dänemark und hatte ein Landhaus in Tibirke. 1961 hielt er die Prather Lectures in Biologie an der Harvard University. 1974 wurde er in die American Academy of Arts and Sciences gewählt.

## Schriften
- mit Martin Jensen: Biology and Physics of Locust Flight I. Basic Principles in Insect Flight. A Critical Review. In: Philosophical Transactions of the Royal Society. Series B: Biological Sciences. Bd. 239, Nr. 667, 1956, S. 415–458, doi:10.1098/rstb.1956.0007, (und weitere Artikel der Reihe).
- The Flight of Locusts. In: Scientific American. Bd. 194, Nr. 3, 1956, S. 116–126, JSTOR:24943859.
- Unusual Mechanisms for the Generation of Lift in Flying Animals. In: Scientific American. Bd. 233, Nr. 5, 1975, S. 80–87, doi:10.1038/scientificamerican1175-80.
- A rubber-like protein in insect cuticle. In: Journal of Experimental Biology. Bd. 37, 1960, S. 889–907, (Digitalisat (PDF; 1,69 MB)).
- Thermodynamic properties of resilin, a rubber-like protein. In: Journal of Molecular Biology. Bd. 3, Nr. 5, 1961, S. 520–531, doi:10.1016/S0022-2836(61)80018-1.
- Quick estimates of flight fitness in hovering animals, including novel mechanisms for lift production. In: Journal of Experimental Biology. Bd. 59, 1973, S. 169–230, (Digitalisat (PDF; 3,5 MB)).